# 1998 FZ97
1998 FZ97 är en asteroid i huvudbältet som upptäcktes den 31 mars 1998 av LINEAR i Socorro County, New Mexico.
Asteroiden har en diameter på ungefär 5 kilometer.